# Marmirolo (Reggio Emilia)
Marmirolo o Villa Marmirolo (Marmirôl in dialetto reggiano) è una frazione del comune di Reggio Emilia, posta a 9 km dal centro della città, nella zona est del capoluogo.
La frazione, situata in aperta campagna, presenta caratteristiche prevalentemente rurali.

## Storia
Villa Marmirolo era un'antica Corte con un castello ed una cappella, che il Marchese Bonifacio di Canossa diede alla Chiesa di Reggio in compenso di altri luoghi ricevuti in enfiteusi. 
Un "Castrum Marmoriolum" è nominato nel 1052. Nella zona vi possedeva beni il monastero di San Prospero di Reggio, per donazioni avute nel 1079 e 1084, prima di essere ceduto alla Chiesa di Reggio. Esso è indicato anche in altre carte del 945, 1058 e 1092. Corte, cappella e castello sono confermati nel 1193 dall'Imperatore Arrigo VI.
Nel 1315 era un comune autonomo e nel 1815 venne definitivamente inglobato in quello di Reggio.
Nel 1870 lo Scelsi, su indicazioni del Chierici, attribuì l'insediamento all'età del bronzo con la presenza di un loco abitato terramaricolo, documentato da palificazioni rinvenute a nord-est della chiesa.

## Monumenti e luoghi d'interesse

### Architetture religiose
La chiesa parrocchiale di Villa Marmirolo, dedicata a San Biagio, venne citata per la prima volta in un documento del 1190. È ricordata nel testamento di Lombardo Strelaro dell'anno 1255 ed in una carta del 1302. Nel 1543 la canonica minacciava rovina.  L'attuale chiesa fu completamente ricostruita dalle fondamenta tra il 1724 ed 1779, restaurata nel 1905 e nel 1943. 
La parrocchia apparteneva, fino alla metà del Settecento, metà a Reggio e metà a Rubiera.
Il suo interno venne sapientemente decorato dal Baroni nel 1943. Le pareti dipinte ad uso damasco e le colonne ioniche tirate a stucco in finto marmo, assieme alle suddette pitture arrecano una bella nota artistica alla modesta chiesa rurale. 
La parrocchia possiede anche un bell'altare intagliato e dorato, un coro ligneo e nell'abside una copia del San Biagio di Chierici. È di buona architettura con pianta a croce greca e tre altari. La facciata è a capanna, orientata liturgicamente, il portale è architravato e nel sottotetto corre una cornice modanata. Il campanile presenta una cella a monofore.

### Aree naturali
Famosa come luogo naturalistico è l'Oasi di Marmirolo, gestita dal WWF. L'Oasi si estende per una superficie di circa otto ettari (27 biolche reggiane) tra la Via Emilia a nord, via della Pace ad ovest, circondata da terreni ad uso agricolo di proprietà privata ad est e sud. Si tratta di un invaso, originato dall'attività estrattiva di argilla in funzione della produzione di laterizi nella fornace adiacente alla cava. Lo scavo determinò lo stravolgimento del paesaggio in una zona agricola che presentava i netti caratteri della tipica piantata reggiana. 
In origine il bacino era di conformazione rettangolare, ma col passare del tempo a causa del riempimento della buca con rottami e terra al fine dello sfruttamento agronomico, si è venuto a formare un invaso irregolare particolarmente interessante sia dal punto di vista estetico sia naturalistico, in quanto apparentemente non artificiale. L'invaso si è riempito naturalmente di acqua piovana, di scolo dei campi e proveniente dalla falda più superficiale, e si è da trasformata grazie all'abbandono e alla relativa tranquillità del luogo in uno specchio d'acqua palustre ottimale per la spontanea colonizzazione di varie specie animali e vegetali, tipiche delle zone umide di pianura.
Intuendone le potenzialità, alla fine degli anni ottanta il Comune di Reggio Emilia, in collaborazione con il WWF, ha ripristinato l'area e progettato un massiccio intervento di forestazione per la ricostruzione di un bosco di pianura originario. L'Oasi nasce ufficialmente nel 1990: viene ampliata nel 2001 con la realizzazione di un secondo specchio d'acqua di profondità variabile destinato a fornire le condizioni ottimali per l'insediamento di anfibi e limicoli.

## Sport

### Dodgeball

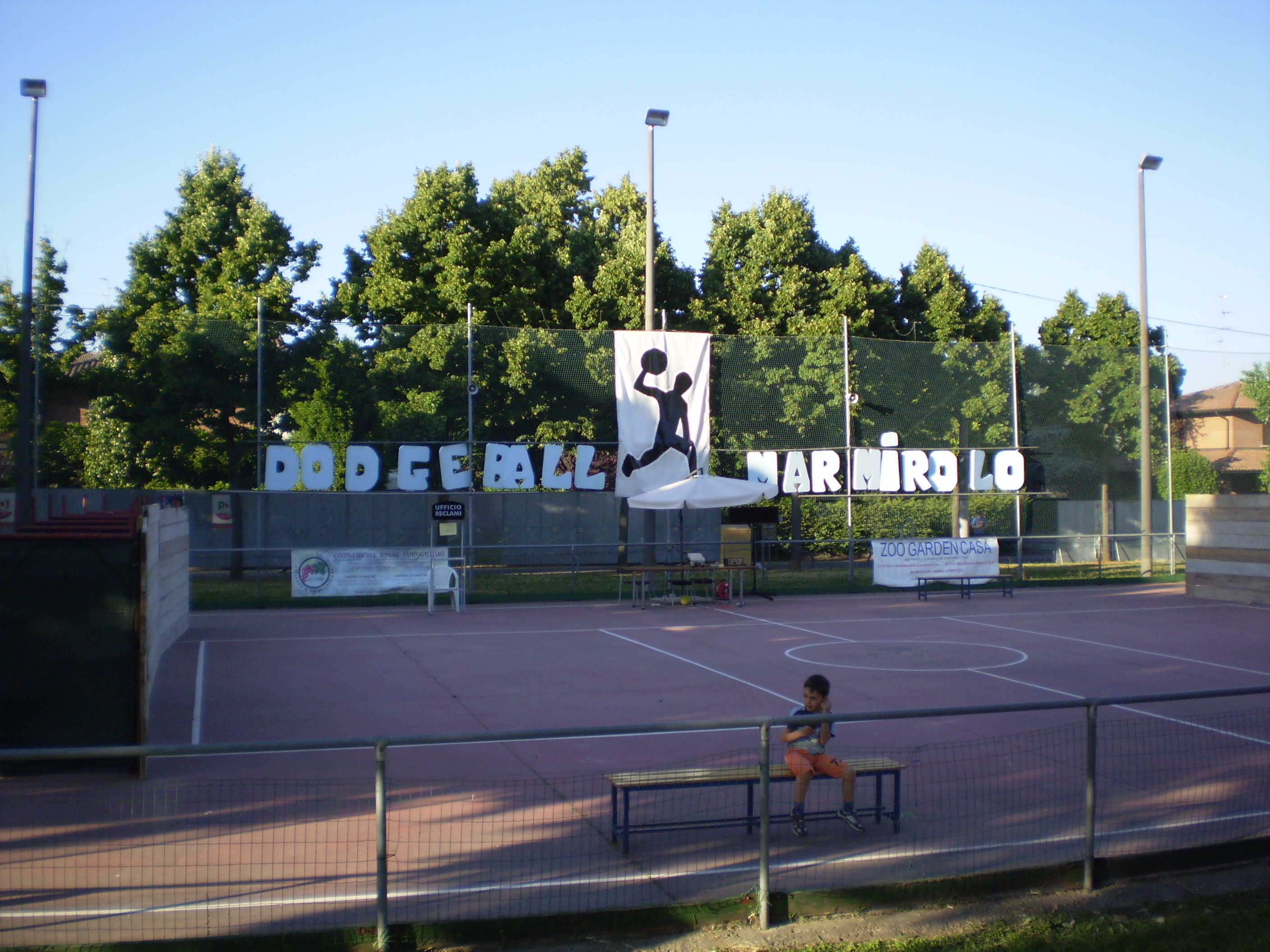
Pista polivalente di Marmirolo

In occasione della Sagra di San Luigi Gonzaga, si svolge ogni anno il Torneo Amatoriale di dodgeball. 
Questo evento, nato nel 2008, è cresciuto anno dopo anno, sia come numero di squadre, sia come qualità del gioco e dello spettacolo, diventando un punto di riferimento per la sagra del paese. Rispecchiando il vero spirito del torneo, i partecipanti non puntano sulla pura tecnica agonistica, ma sull'aspetto coreografico e sullo spettacolo che si presenta in ogni incontro.
Ottima occasione per animare il paese, l'idea è nata da alcuni giovani del posto. In una sera primaverile, dopo la visione di Palle al balzo, essi ebbero l'idea di unire questo sport pressoché sconosciuto alle tipiche feste paesane, con musica e ristorazione.
Il regolamento è andato a perfezionarsi con il trascorrere degli anni, pur essendo ancora del tutto diverso da quello ufficiale, grazie anche alla collaborazione con il comitato CSI di Ravenna.
La manifestazione si svolge nella seconda e terza settimana del mese di giugno e nel trascorrere delle edizioni ha raggiunto le 10 giornate di gioco. Con squadre e tifo proveniente anche da Modena, Parma e Ravenna, gli atleti partecipano ogni anno a un evento unico in tutta la Provincia di Reggio Emilia.
Elenco dei vincitori del torneo:
| Anno | Vincitore         | Edizione |
| ---- | ----------------- | -------- |
| 2008 | Figli di Pitagora | I        |
| 2009 | Patata Sushi      | II       |
| 2010 | Figli di Pitagora | III      |
| 2011 | Su & Giù          | IV       |
| 2012 | Su & Giù          | V        |
| 2013 | Ravenna Diablos   | VI       |
| 2014 | Pinco Pallino     | VII      |
| 2018 | Ravenna Diablos   | VIII     |